# 圖古爾特區
33°6′N 6°4′E / 33.100°N 6.067°E

圖古爾特區（阿拉伯语：‎），是阿爾及利亞的行政區，位於該國東部，由瓦爾格拉省負責管轄，首府設於圖古爾特，面積404平方公里，2008年人口146,108，人口密度每平方公里360人。